# Baeotherates fortsillensis
Baeotherates fortsillensis è un rettile estinto, forse appartenente ai captorinidi. Visse nel Permiano inferiore (circa 290 milioni di anni fa) e i suoi resti fossili sono stati ritrovati in Nordamerica.

## Descrizione
Tutto ciò che si conosce di questo animale è un grosso frammento di mandibola, lungo circa 1,3 centimetri, e dotato di una quindicina di denti. Il frammento è riconducibile alla famiglia dei captorinidi, ma mostra una serie di caratteristiche uniche: l'articolazione della sinfisi mandibolare è ingrandita anteroposteriormente e non bipartita, al contrario di quella della maggior parte dei captorinidi, in cui è stretta anteroposteriormente e bipartita. Inoltre, il canale di Meckel dei captorinidi era solitamente parte della sinfisi, nella forma di una tacca orizzontale; in Baeotherates, sia lo spleniale che il canale di Meckel non partecipano alla sinfisi. La superficie laterale della mandibola, infine, era solo debolmente ornamentata. La mandibola di Baeotherates aveva un'unica fila di denti ma, al contrario della maggior parte dei captorinidi, non era presente alcun dente caniniforme. I denti anteriori erano comunque conici e ricurvi, mentre quelli posteriori erano più robusti, simili a quelli di Captorhinus. Nella parte posteriore della mandibola era presente un abbozzo di seconda fila dentaria, che consisteva in solo due denti.

## Classificazione
Descritto per la prima volta nel 1998, Baeotherates fortsillensis è noto solo attraverso resti frammentari ritrovati nel giacimento di Fort Sill in Oklahoma. L'attribuzione ai captorinidi è dovuta principalmente alla presenza di un abbozzo di doppia fila dentaria, ma vi sono somiglianze anche con il gruppo di anfibi noti come microsauri, un rappresentante dei quali (Cardiocephalus) è noto nello stesso giacimento. È probabile, in ogni caso, che Baeotherates fosse uno stretto parente di Captorhinus. Le piccole dimensioni dell'esemplare suggeriscono che fosse un esemplare immaturo.